# A–91
Az A–91 egy orosz gyártmányú bullpup elrendezésű gépkarabély, melyet a KBP fejlesztett ki. A fegyver tartozéka az integrált 40 mm-es gránátvető, melyet a cső alá rögzítettek (korai modelleken még a puskacső fölé szerelték a gránátvetőt). A fegyver hasonló az OC–14 Groza gépkarabélyhoz, amely szintén egy orosz modell.

## Történet és leírás
Az A–91 gépkarabélyt (ismert még az A–91M megjelölés is) az 1990-es évek alatt fejlesztette ki a tulai KBP tervezőiroda, mint az A–91 kompakt gépkarabélycsalád leszármazottját. Míg az A–91 megtartotta a gázműködtetésű, forgó zárfejes reteszelésű működési elvet és az elsütőszerkezetet, melyet a 9A–91 gépkarabélyhoz terveztek, újításként bullpup elrendezésűre tervezték, illetve ellátták egy integrált 40 mm-es egylövetű gránátvetővel, melyet a puskacső alá szereltek. A legelső prototípusokon a gránátvetőt a cső fölé szerelték, a cső alá pedig egy elülső pisztolymarokatot helyeztek; a jelenlegi modelleken a gránátvető alul kapott helyet, így elülső ágyként is szolgál. Az A–91 egy elülső kivetőrendszert alkalmaz, melyet eredetileg Tulában fejlesztettek ki az 1960-as évek elején. Ennél a rendszernél a hüvelykivetőnyílás a pisztolymarkolat felett található és előrefelé nyitott. Az üres töltényhüvelyek a zárfejből egy rövid kivetőcsövön keresztül kerülnek a kivetőnyílásba, majd onnan esnek ki, távol a lövész arcától. Ez a rendszer jól jön a bal vállból való tüzeléskor is. Napjainkban az A–91 gépkarabélyt csak kis számban gyártják és valószínűleg csak néhány különleges rendfenntartóerő alkalmazza Oroszországban.
A fegyveren két elsütőbillentyű található (az elülső a gránátvetőé, a hátsó a gépkarabélyé) és egy nagy tűzváltó/biztosítókar a tok jobb oldalán, a tölténytárfoglalat felett. A gépkarabély elsütőbillentyűjét egy további automata ravaszbiztosítóval is ellátták. A felhúzókar a tok felett, a hordfogantyú alatt helyezkedik el és mindkét kézzel könnyen elérhető.
A hordfogantyú tetejének alakja hasonlít a Weaver-típusú szereléksínre, így irányzékok és optikák széles választékát fel lehet rá illeszteni. A gránátvető lehajtható irányzékát a cső elejére szerelték.
Eredetileg a 7,62×39 mm-es lőszerhez és a szabványos AK tárakhoz tervezték a fegyvert, de jelenleg elérhető a fegyver 5,56×45 mm-es NATO-lőszert tüzelő változata is, amelyhez saját 30 töltényes polimer tölténytárát használják.

## Lásd még
- TKB–022
- TKB–0146
- 9A–91
- OC–14 Groza

## Fordítás
- Ez a szócikk részben vagy egészben  az   A-91 című angol Wikipédia-szócikk ezen változatának fordításán alapul.  Az eredeti cikk szerkesztőit annak laptörténete sorolja fel. Ez a jelzés csupán a megfogalmazás eredetét és a szerzői jogokat jelzi, nem szolgál a cikkben szereplő információk forrásmegjelöléseként.